# 原爆切手
原爆切手（げんばくきって）とは、原子爆弾やそのキノコ雲などを図案とした切手である。これまでにいくつか発行されているが、中でも日本では、アメリカ合衆国郵便公社が1995年（平成7年）に発行を予定し1994年（平成6年）末に日米間で政治問題化したものが知られている。

## 1990年以前の原爆切手
「小さな外交官」とも呼ばれる切手は、発行する国家の政策やイデオロギーなどを表現する手段ともなっている。世界で初めて1945年（昭和20年）8月6日に広島市に投下され30万人以上の命を奪い去った原子爆弾は、反核・平和を訴える格好の題材として、いくつかの国で切手の図案となっている。
1990年以前に発行された原爆切手としては以下のようなものが知られている。
- 1950年に、東ドイツで発行されたもの[6]。奥に描かれた爆弾とキノコ雲を人の手が遮り、その手前にハトがデザインされている[6]。
- 1962年にガーナ・アクラで開催された民間人による国際軍縮会議を記念して[6]、1週間の会議期間中限定でガーナが発売した記念切手3種のうちの1つ[4]。死の灰をまき散らそうとしている髑髏の形をしたキノコ雲が[4]、黒みがかった赤の背景とともに[6]、原子爆弾の恐ろしさを感じさせるショッキングな図案となっている[4]。
- 1963年の部分的核実験禁止条約調印・発効を記念して、翌1964年に国際連合郵政部が発行した国連切手。
- 1969年に、チェコスロバキアが「平和運動20年」を記念して発行した切手[6]。奥にはキノコ雲が見え、手前には血に染まった地面と苦しむ人や馬の姿や死体、瓦礫が描かれている[6]。
- 1982年に、ブルガリアが核兵器反対を訴える目的で発行した切手[6]。キノコ雲の傘に、赤字で「NO!」と書かれている[6]。
- 1986年に、ヨーロッパ切手「自然と環境の保護の記念切手」シリーズとしてユーゴスラビアで発行された切手[1]。キノコ雲に人間の脳の解剖図を重ねたものと、血を吐いて道路上に倒れる鹿の2枚組[1]。解説リーフレットでは、「正当でない使い方をすると、それは人類に対し悲惨な結果しか与えない」「人間は地球上のすべての生命を一瞬間に消してしまい、文明をすべて消滅させるような力を持つに至った」などと解説されている[1]。
- 同じく1986年に、国際平和年を記念してケニアが発行した4枚組の記念切手の1つ[1]。
- これも1986年に、ビキニ環礁原爆実験40年を記念してアメリカ信託統治下のマーシャル諸島で発行された小型シート[1]。切手に空母サラトガ、シートにキノコ雲が描かれている[1]。
- 1988年に、ソウルオリンピックに対抗して北朝鮮が平壌で開催した第13回世界青年学生祭を記念して、北朝鮮が発行した記念切手[7]。原子爆弾を示す「A」と書かれた爆弾が2つに折られた絵柄と、「核兵器のない新しい世界をつくろう」という英文が描かれている[6]。

これらの多くは反核・平和を趣旨とするものであった。ただ、北ベトナムで1967年に発行された切手は、水素爆弾を示す「H」と書かれた提灯を咥えて飛ぶハトを描いたデザインで、これは同年に行なわれた中国初の水爆実験が成功したことを祝って発行されたものである。

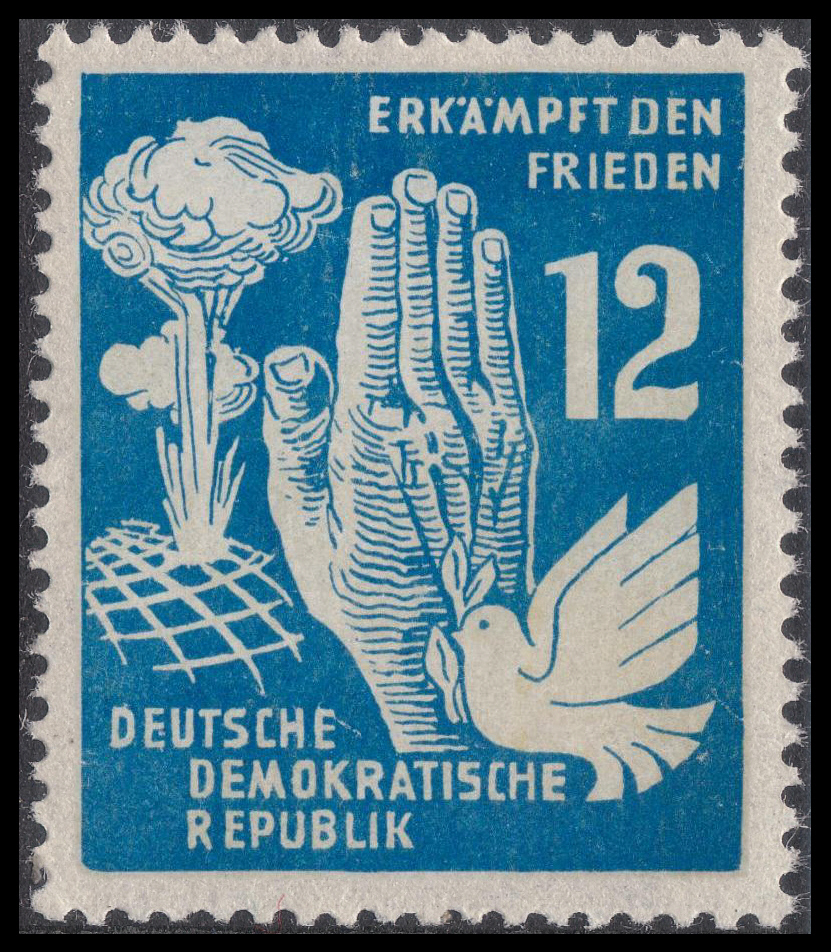
1950年、東ドイツ
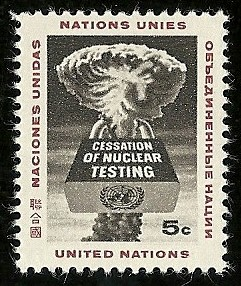
1964年、国連

## アメリカが発行を予定した原爆切手
現地時間の1994年（平成7年）11月29日（日本時間11月30日）、アメリカ合衆国郵便公社はマスコミに向けて翌1995年（平成8年）に発行予定のすべての切手の図案を事前発表した。その中には、1991年（平成3年）から毎年発行してきた第二次世界大戦シリーズの最終第5集となる9月発行予定の切手シートも含まれていた。日付は明示されなかったが、対日戦勝記念日である9月2日に発行予定だったとされる。そのシートに含まれる10種の切手の中に、タテ26ミリメートル、ヨコ40ミリメートルのサイズで、原爆投下を象徴するキノコ雲の図案と、その下に「Atomic bombs hasten war's end（原爆が戦争終結を早めた）」との説明がつけられた一枚があった。アメリカ合衆国郵便公社の報道官は、第二次世界大戦を伝えるうえで原爆投下は外すわけにはいかないとし、「（選ばれた一〇の図案は）それぞれ歴史的に正しく公平な見方を示している」と説明した。
これに対して日本のマスコミは11月30日付けの夕刊以降、批判的に報道した。内閣総理大臣の村山富市が「（日本の）国民感情を逆撫でするようなことは困る」とコメントしたのをはじめ、副総理兼外務大臣の河野洋平や厚生大臣の井出正一など政府首脳が相次いで不快感を表明。広島市長の平岡敬は「原爆の使用は正しかったという認識につながる。核兵器の使用は理由を問わず許されない」、長崎市長の本島等も「戦後のソ連に対する優位性の確立を狙ったという認識が欠落している」と強く批判した。
日本側の反発に対してアメリカ合衆国郵政公社は、当初、「歴史的に重要な事実である」「国務省や国防総省の専門家の意見も聞きながら大戦全体として図案を決定した」「それぞれの切手は史実に基づき、大戦へのアメリカのかかわりを示している」などとして予定通りの発行を譲らなかった。しかし、12月6日の閣議後には郵政大臣の大出俊が「もしアメリカがこんな切手を出すのなら、対抗して、日本も”原爆投下は国際法違反”と書いた切手を発行したいところだ」と述べるなど日本側の反発は日を追って強まった。こうした状況に日米関係の悪化を懸念したホワイトハウスが介入。12月8日にアメリカ合衆国郵政公社は、大統領からデザインの変更が妥当との見解が示されたとして、「日米関係の重要性に考慮」して原爆切手の発行を撤回した。キノコ雲に「原爆が戦争終結を早めた」との説明を加えた図案は、「勝利を発表するトルーマン大統領」に差し替えられた。

## その後の原爆切手
アメリカが発行を予定していた原爆切手が日米間で物議を醸したのちの1995年（平成7年）夏、マーシャル諸島が原爆切手を発行した。タテ31ミリメートル、ヨコ51ミリメートルのサイズで、エノラ・ゲイとキノコ雲を描いたものであった。タブには、1945年（昭和20年）8月6日に昭和天皇が発したとされる「忍びがたきを忍び、我々はできるだけ早急にこの戦争を終結させなければならない」という言葉が印刷されている。